# Presence
Presence este al șaptelea album de studio al trupei engleze de rock Led Zeppelin, lansat de Swan Song Records pe 31 martie 1976. Albumul a fost scris și înregistrat într-o perioadă grea pentru formație. Robert Plant încă se recupera după ce suferise numeroase răni în urma unui accident rutier. Albumul a primit păreri împărțite din partea criticilor și este unul dintre cele mai slab vândute materiale ale grupului.

## Lista pieselor
1. "Achilles Last Stand" (Jimmy Page, Robert Plant) (10:25)
2. "For Your Life" (Page, Plant) (6:24)
3. "Royal Orleans" (John Bonham, John Paul Jones, Page, Plant) (2:58)
4. "Nobody's Fault but Mine" (Page, Plant) (6:27)
5. "Candy Store Rock" (Page, Plant) (4:11)
6. "Hots On for Nowhere" (Page, Plant) (4:43)
7. "Tea for One" (Page, Plant) (9:27)

## Single-uri
- "Royal Orleans" (1976)
- "Candy Store Rock" (1976)

## Componență
- John Bonham - baterie, percuție
- John Paul Jones - chitare bas cu 4 și 8 corzi
- Jimmy Page - chitare electrice, producător
- Robert Plant - voce, muzicuță